# パタニ連合解放組織
パタニ連合解放組織（パタニ解放戦線とも、マレー語:Pertubuhan Pembebasan Bersatu Patani、タイ語:องค์การปลดปล่อยสหปัตตานี）は、タイの南部5県すなわちパッターニー県、ヤラー県、ナラーティワート県、サトゥーン県、ソンクラー県のタイからの分離独立を目指すテロ組織と言われる組織。マレー語ではPertubohan Pembebasan Patani Bersatuと呼ばれる。タイ国内では自称・他称ともにプーロー（พูโล、英語の組織名の頭文字を取ったPULOから）と呼ばれる。
1968年1月22日、パタニ王国の末裔で、インドやスウェーデンに留学したトン・クウィラー・アブドンロマーン（マレー語的音写は、トゥン・クウィラ・アブドゥッラマン）によってサウジアラビアにて結成。表面的にはタイ政府とくにタクシン・シナワット政権の深南部三県への行政の不行き届きを批判し、前述の5県のタイ政府からの解放とパタニ・ダルッサラーム建国を謳っている。団体自身はマフィアのような暴力組織ではないとする。
実際は、タイ深南部三県の暴力事件はほぼこの団体によるものと推定される。ジェマ・イスラミアやアチェ独立運動（GAM）などとの団体の関連性も指摘されており、アルカーイダなどにもつながりがあるとされる。